# 정규 측도
수학에서 위상 공간 위에 주어진 정규 측도(영어: Regular measure)는 모든 가측 집합을 위로는 열린 가측 집합으로, 아래로는 콤팩트 가측 집합으로 근사할 수 있는 측도이다.

## 정의
(X, T)를 위상 공간이라 하고, Σ를 X 위의 σ-대수라 하자. (X, Σ) 위의 측도를 μ라 하자. X의 가측 부분집합 A가 다음을 만족하면 내부 정규라고 한다.
{\displaystyle \mu (A)=\sup\{\mu (F)\mid F\subseteq A,F{\text{ compact and measurable}}\}}
이 속성은 때때로 "콤팩트 집합에 의한 내부에서의 근사"라고 불리기도 한다. 일부 저자들은 내부 정규의 동의어로 조밀이라는 용어를 사용한다. 이 용어의 사용은 측도족의 조밀성과 밀접하게 관련되어 있는데, 유한 측도 μ는 모든 ε > 0에 대해 X의 어떤 콤팩트 부분집합 K가 존재하여 μ(X \ K) < ε일 때에만 내부 정규이기 때문이다. 이것은 측도의 한원소 모음 {μ}가 조밀하다는 조건과 정확히 일치한다.
다음이 만족되면 외부 정규라고 한다.
{\displaystyle \mu (A)=\inf\{\mu (G)\mid G\supseteq A,G{\text{ open and measurable}}\}}
- 모든 가측 집합이 내부 정규이면 측도를 내부 정규라고 한다. 일부 저자들은 다른 정의를 사용한다: 모든 열린 가측 집합이 내부 정규이면 측도를 내부 정규라고 한다.
- 모든 가측 집합이 외부 정규이면 측도를 외부 정규라고 한다.
- 측도가 외부 정규이고 내부 정규이면 정규 측도라고 한다.

## 예시

### 정규 측도
- 실직선 위의 르베그 측도는 정규 측도이다: 르베그 측도의 정규성 정리를 참조하라.
- 국소 콤팩트 시그마 콤팩트 하우스도르프 공간 위의 베르 확률 측도는 정규 측도이다.
- 셀 수 있는 기저를 갖는 국소 콤팩트 하우스도르프 공간, 또는 콤팩트 거리 공간, 또는 라돈 공간 위의 모든 보렐 확률 측도는 정규 측도이다.

### 외부 정규가 아닌 내부 정규 측도
- 일반적인 위상을 가진 실직선 위의 측도 중 외부 정규가 아닌 예로는 {\displaystyle \mu (\emptyset )=0}, {\displaystyle \mu \left(\{1\}\right)=0\,\,}이고 다른 어떤 집합 {\displaystyle A}에 대해서도 {\displaystyle \mu (A)=\infty \,\,}인 측도 {\displaystyle \mu }가 있다.
- 보렐 집합에 수평 단면의 (1차원) 측도의 합을 할당하는 평면 위의 보렐 측도는 내부 정규이지만 외부 정규는 아니다. 왜냐하면 모든 비어 있지 않은 열린 집합은 무한 측도를 가지기 때문이다. 이 예시의 변형은 르베그 측도를 가진 실직선의 셀 수 없는 수의 복사본들의 서로소 합집합이다.
- 국소 콤팩트 하우스도르프 공간 위의 보렐 측도 {\displaystyle \mu } 중 내부 정규이고, σ-유한하며, 국소 유한하지만 외부 정규는 아닌 예시는 Bourbaki (2004, Chapter IV, Exercise 5 of section 1)에 다음과 같이 주어진다. 위상 공간 {\displaystyle X}는 양의 정수 m, n에 대해 y축 {\displaystyle \{0\}\times \mathbb {R} }과 점 (1/n,m/n2)으로 주어진 실수 평면의 부분집합을 기본 집합으로 가진다. 위상은 다음과 같이 주어진다. 단일 점 (1/n,m/n2)은 모두 열린 집합이다. 점 (0,y)의 근방 기저는 양의 정수 n에 대해 |v − y| ≤ |u| ≤ 1/n 형태의 X의 모든 점들로 구성된 쐐기들로 주어진다. 이 공간 X는 국소 콤팩트이다. 측도 μ는 y축에 측도 0을 할당하고 점 (1/n,m/n2)에 측도 1/n3을 할당한다. 이 측도는 내부 정규이고 국소 유한하지만, y축을 포함하는 모든 열린 집합은 무한 측도를 가지므로 외부 정규는 아니다.

### 내부 정규가 아닌 외부 정규 측도
- μ가 이전 예시의 내부 정규 측도이고, M이 보렐 집합 S를 포함하는 모든 열린 집합에 대한 하한을 취한 M(S) = infU⊇S μ(U)로 주어진 측도라면, M은 국소 콤팩트 하우스도르프 공간 위의 외부 정규 국소 유한 보렐 측도이지만, 모든 열린 집합이 내부 정규이므로 약한 의미에서는 내부 정규이지만 강한 의미에서는 내부 정규는 아니다. 측도 M과 μ는 모든 열린 집합, 모든 콤팩트 집합, 그리고 M이 유한 측도를 가지는 모든 집합에서 일치한다. y축은 무한 M-측도를 가지지만, 그 안에 있는 모든 콤팩트 부분집합은 측도 0을 가진다.
- 이산 위상을 가진 가측 기수는 모든 콤팩트 부분집합의 측도가 0인 보렐 확률 측도를 가지므로, 이 측도는 외부 정규이지만 내부 정규는 아니다. 가측 기수의 존재는 ZF 집합론에서는 증명할 수 없지만 (2013년 현재) ZF 집합론과 일관성이 있는 것으로 생각된다.

### 내부 및 외부 정규가 아닌 측도
- 첫 번째 비가산 순서수 Ω까지의 모든 순서수들의 공간은 열린 구간에 의해 생성된 위상을 가지며 콤팩트 하우스도르프 공간이다. 가산 순서수의 무한히 큰 닫힌 부분집합을 포함하는 보렐 집합에 측도 1을 할당하고 다른 보렐 집합에 0을 할당하는 측도는 내부 정규도 외부 정규도 아닌 보렐 확률 측도이다.

## 같이 보기
- 보렐 정규 측도
- 라돈 측도
- 르베그 측도의 정규성 정리

### 참고 문헌
- Billingsley, Patrick (1999). 《Convergence of Probability Measures》. New York: John Wiley & Sons, Inc. ISBN 0-471-19745-9.
- Bourbaki, Nicolas (2004). 《Integration I》. Springer-Verlag. ISBN 3-540-41129-1.
- Parthasarathy, K. R. (2005). 《Probability measures on metric spaces》. AMS Chelsea Publishing, Providence, RI. xii+276쪽. ISBN 0-8218-3889-X. MR2169627 (See chapter 2)
- Dudley, R. M. (1989). 《Real Analysis and Probability》. Chapman & Hall.